# McDonnell Douglas DC-10

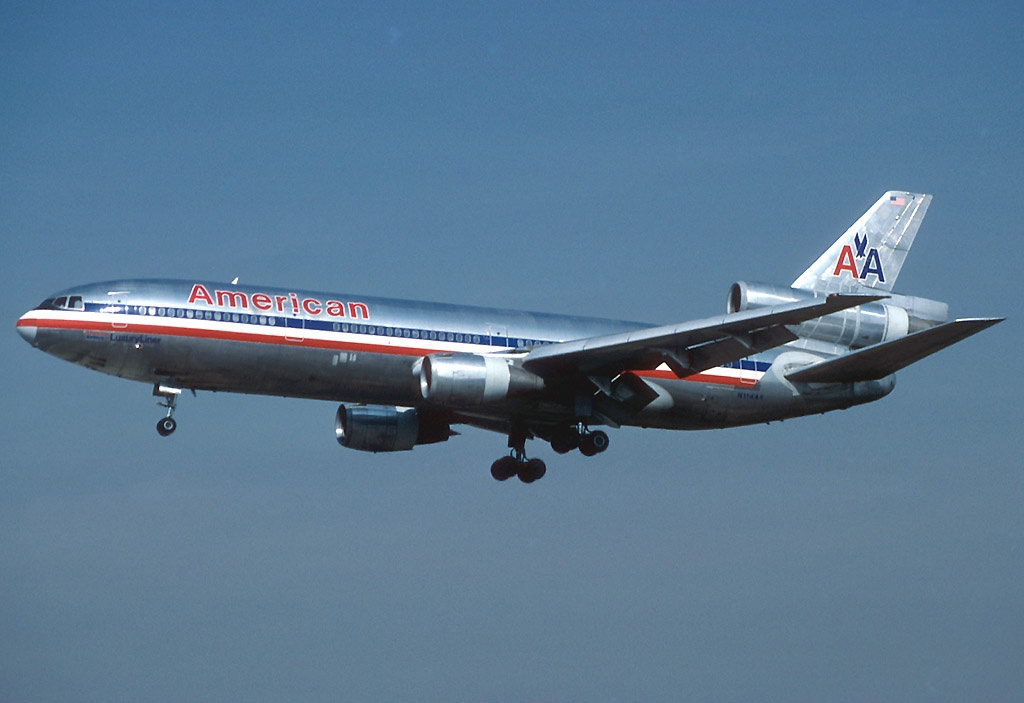
Un McDonnell Douglas DC-10 di American Airlines

Il McDonnell Douglas DC-10 è un aereo di linea trimotore turboventola ad ala bassa prodotto dall'azienda statunitense McDonnell Douglas dagli anni settanta fino al 1990.
Caratterizzato da una fusoliera larga (wide-body), ali basse al di sotto delle quali erano montati due motori turboventola e un ampio piano verticale di coda, alla base del quale era montato il terzo motore, con i piani orizzontali di coda in posizione bassa, veniva utilizzato su rotte a lungo raggio. L'aereo è stato uno dei più venduti nella configurazione cargo. Il suo ultimo volo per il trasporto passeggeri è stato effettuato da Biman Bangladesh Airlines il 1° marzo 2014.

## Storia del progetto

### Sviluppo
Il DC-10 è stato il primo aereo commerciale sviluppato dalla McDonnell Douglas (oggi parte di Boeing) dopo l'assorbimento della Douglas Aircraft Company da parte di McDonnell Aircraft Corporation nel 1967.
La McDonnell Douglas sviluppò il DC-10 su richiesta di American Airlines fatta nel marzo 1966, conosciuta anche come "Jumbo Twin", velivolo più piccolo e con un motore in meno del 747 ma con la stessa autonomia e in grado di decollare su piste più corte. L'American Airlines scelse il DC-10 che così batté il Lockheed Tristar, nato dalla stessa specifica. Il costruttore utilizzò infatti le esperienze della precedente Douglas e alcuni dei suoi modelli come il DC-9, installando apparecchiature più sofisticate.

### Impiego operativo
Il DC-10 venne lanciato ufficialmente nell'aprile 1968 e il prototipo effettuò il suo primo volo il 29 agosto 1970, mentre la sua entrata in servizio avvenne con la compagnia di lancio American Airlines il 5 agosto 1971. Al momento dell'entrata in servizio, il DC-10 era uno degli aerei più avanzati ed efficienti al mondo. Poiché i suoi tre motori consumavano meno di un 747 su distanze uguali e l'abitacolo era più silenzioso, diventò popolare tra i piloti, i quali lo amavano per la sua modernità ed affidabilità. Le innovazioni introdotte sul successivo MD-11 spinsero il costruttore a installare la sua nuova cabina di pilotaggio a due posti sui precedenti, che furono quindi chiamati MD-10.
A partire dal 1972 entrò sul mercato la Airbus con il suo A300, il primo bireattore di linea a fusoliera larga della storia; grazie alle sue innovazioni riscosse un enorme successo e fece apparire chiaro che il futuro dell'aviazione commerciale sarebbe andata in mano ai bimotore. Tra il 1974 e il 1979 la sua reputazione venne sgretolata da tre gravi incidenti mortali, quali il volo Turkish Airlines 981, American Airlines 191 e Air New Zealand 901. Mentre il primo risultò annunciato ed evitabile grazie al caso del volo American 96 (1972), il secondo fu attribuito a fatiche strutturali conseguenti a procedure di manutenzione sconsigliate dal costruttore e il terzo da inesperienza degli aviatori, aggravato da meteo sfavorevole. La versione -30 fu quella più diffusa, specialmente tra le compagnie europee.
Sono stati consegnati 386 esemplari di DC-10 in diverse varianti; la produzione è cessata nel dicembre 1988 e l'ultima consegna fatta fu un DC-10-30 alla Nigeria Airways nel luglio 1989.

## Incidenti
Il DC-10 è stato protagonista di incidenti più e meno gravi. Di seguito sono elencati i più importanti:
- Il 12 giugno 1972 il Volo American Airlines 96, un nuovo DC-10-10 subì il cedimento del portellone di carico, con conseguente decompressione rapida. Grazie agli addestramenti al simulatore e un pizzico di fortuna, il comandante dell'aereo riuscì a fare l'atterraggio di emergenza senza vittime.
- Il 3 marzo 1974 il Volo Turkish Airlines 981 si è schiantato ad Ermenonville in Francia, dopo il distacco del portellone che ha danneggiato le connessioni idrauliche rendendo incontrollabile il velivolo. Lo schianto ha ucciso tutte le 346 persone a bordo. Si trovò un difetto nel design del DC-10 e quindi vennero apportate delle modifiche. Si aggiunsero delle bocchette di sicurezza che prevenivano il danneggiamento delle linee idrauliche. Ai tempi fu l'incidente più mortale, superato solo dal disastro aereo di Tenerife nel 1977.
- Il 25 maggio 1979 il Volo American Airlines 191 perse il motore sinistro poco prima del decollo dall'aeroporto di Chicago O'Hare e si schiantò vicino ad esso, uccidendo tutte le 271 persone a bordo e 2 persone a terra. Durante le indagini, la FAA chiuse lo spazio aereo statunitense ai DC-10 di tutto il mondo. Il disastro fu attribuito a procedure di manutenzione impropria, usate anche dalle altre compagnie che avevano il medesimo aereo e questa fu proibita.
- Il 28 novembre 1979 il Volo Air New Zealand 901 si schiantò sul Monte Erebus in Antartide uccidendo tutte le 257 persone a bordo.
- Il 19 luglio 1989 il Volo United Airlines 232 si schiantò sulla pista durante l'atterraggio uccidendo 111 delle 285 persone a bordo.
- Il 7 aprile 1994 il Volo Fedex 705 ha effettuato un atterraggio di emergenza a Memphis, da dove era decollato, dopo che Auburn Calloway, un ingegnere di volo della Fedex, ha tentato di dirottare l'aereo per poi suicidarsi; fortunatamente i piloti riuscirono, anche se feriti gravemente, a bloccare Calloway e a ritornare all'aeroporto.
- Il 25 luglio 2000 una striscia metallica si staccò da uno dei tre motori di un DC-10 della Continental Airlines sulla pista dell’aeroporto di Parigi-Charles de Gaulle, colpendo uno pneumatico di un Concorde in fase di decollo, causandone lo scoppio. Un grande frammento di gomma, pesante circa 4,5 kg, venne scagliato verso l'alto e urtò la parte inferiore dell'ala sinistra del Concorde, che si stava muovendo alla velocità di oltre 300 km/h, provocando un'onda di pressione all'interno del serbatoio che causò la rottura del bocchettone da cui viene effettuato il rifornimento del carburante.
- Il 31 gennaio 2001 un DC-10 della Japan Airlines (volo Japan Airlines 958) sfiorò la collisione in volo con un Boeing 747-400D (volo Japan Airlines 907) sopra Narita.

I quattro incidenti mortali degli anni ‘70, due dei quali avvenuti a soli sei mesi di distanza, fecero perdere all'opinione pubblica la fiducia in questo aereo, al punto che spesso i viaggiatori cercavano di evitare di prenotarsi su voli operati con i DC-10. Il cantante e musicista Freddie Mercury, storico frontman dei Queen, era particolarmente terrorizzato dai DC-10, al punto che nel 1982, imbarcatosi su un DC-10 della Japan Airlines in prima classe, inizialmente non si accorse di essere a bordo dell'odiato aeroplano, realizzando il fatto solo poco prima del decollo. A quel punto impose all'equipaggio di farsi sbarcare a tutti i costi, creando un notevole ritardo al volo; rimase poi per 12 ore all'aeroporto di Tokyo in attesa del primo volo disponibile, operato da un Boeing 747, che secondo la sua opinione era più sicuro, e si imbarcò su tale volo dovendosi accontentare di un posto in classe turistica.

## Versioni
- DC-10-10: (123 esemplari) versione iniziale di produzione è stata la prima versione civile al mondo ad utilizzare il turbofan della serie CF6 prodotta da General Electric.
- DC-10-10C: (8 esemplari) versione Combi passeggeri/cargo con le porte cargo nella parte anteriore del ponte principale.
- DC-10-15: (7 esemplari) versione per operare su aeroporti in quota e caldi. Utilizzava i motori GE CF6-50. È anche conosciuta come "DC-10 Sport".
- DC-10-30: (166 esemplari) versione di maggior successo. Aveva un'autonomia maggiore grazie all'ottimizzazione dei serbatoi e montava i motori GE CF6-50; ha avuto un gran successo sul mercato europeo.
- DC-10-30C: (1 esemplare)
- DC-10-30CF: (25 esemplari) versione Combi passeggeri/cargo con la porta cargo nella parte anteriore del ponte principale.
- DC-10-30ER: (3 esemplari) versione "Extended Range" con l'aumento dell'autonomia e con il maggior peso al decollo di tutte le versioni (ben 263.160 kg). Era motorizzato con i propulsori GE CF6-50C2B. Riusciva a volare lungo la tratta Seattle-Hong Kong senza scali.
- DC-10-30F: (11 esemplari) versione Cargo riconoscibile per l'assenza dei finestrini sulla fusoliera.
- DC-10-40: (42 esemplari) versione a lungo raggio con motori Pratt & Whitney JT9D, originalmente chiamata DC-10-20 ma cambiato in DC-10-40 su richiesta della Northwest Orient Airlines.
- MD-10: versione cargo ottenuta con la riconversione e ammodernamento delle altre versioni e con il cockpit predisposto per sole 2 persone.
- DC-10 Air Tanker: versione con un serbatoio esterno per impieghi antincendio.
- KC-10 Extender: (60 esemplari) versione militare per il rifornimento in volo e il trasporto derivata dal DC-10-30F.

## Dati tecnici
| Dati                                    | DC-10-10                       | DC-10-10CF                     | DC-10-30                       | DC-10-30CF                     | DC-10-40                       | DC-10-40CF                     |
| --------------------------------------- | ------------------------------ | ------------------------------ | ------------------------------ | ------------------------------ | ------------------------------ | ------------------------------ |
| Codice ICAO                             | DC10                           | DC10                           | DC10                           | DC10                           | DC10                           | DC10                           |
| Codice IATA                             | D10                            | D1M                            | D1C                            | D1Y                            | D1C                            | D1Y                            |
| Equipaggio in cabina di pilotaggio      | 2 piloti e 1 ingegnere di volo | 2 piloti e 1 ingegnere di volo | 2 piloti e 1 ingegnere di volo | 2 piloti e 1 ingegnere di volo | 2 piloti e 1 ingegnere di volo | 2 piloti e 1 ingegnere di volo |
| Capacità massima passeggeri             | 399                            | 399                            | 399                            | 399                            | 399                            | 399                            |
| Lunghezza totale                        | 55,55 m                        | 55,55 m                        | 55,35 m                        | 55,35 m                        | 55,54 m                        | 55,54 m                        |
| Diametro cabina                         | 5,69 m                         | 5,69 m                         | 5,69 m                         | 5,69 m                         | 5,69 m                         | 5,69 m                         |
| Diametro fusoliera                      | 6,02 m                         | 6,02 m                         | 6,02 m                         | 6,02 m                         | 6,02 m                         | 6,02 m                         |
| Larghezza piano orizzontale             | 21,69 m                        | 21,69 m                        | 21,69 m                        | 21,69 m                        | 21,69 m                        | 21,69 m                        |
| Apertura alare                          | 47,35 m                        | 47,35 m                        | 50,39 m                        | 50,39 m                        | 50,39 m                        | 50,39 m                        |
| Superficie alare                        | 330,0 m²                       | 330,0 m²                       | 338,8 m²                       | 338,8 m²                       | 338,8 m²                       | 338,8 m²                       |
| Freccia alare                           | 35°                            | 35°                            | 35°                            | 35°                            | 35°                            | 35°                            |
| Altezza fusoliera                       | 8,25 m                         | 8,25 m                         | 8,28 m                         | 8,28 m                         | 8,28 m                         | 8,28 m                         |
| Altezza totale                          | 17,53 m                        | 17,53 m                        | 17,55 m                        | 17,55 m                        | 17,55 m                        | 17,55 m                        |
| Passo                                   | 22,07 m                        | 22,07 m                        | 22,07 m                        | 22,07 m                        | 22,07 m                        | 22,07 m                        |
| Peso operativo a vuoto (OEW)            | 108 940 kg                     | 110 563 kg                     | 120 742 kg                     | 121 904 kg                     | 122 567 kg                     | 123 728 kg                     |
| Peso massimo senza carburante (MZFW)    | 151 954 kg                     | 151 954 kg                     | 166 922 kg                     | 177 355 kg                     | 166 922 kg                     | 177 355 kg                     |
| Peso massimo durante il rullaggio (MTW) | 196 406 kg                     | 200 942 kg                     | 253 105 kg                     | 253 105 kg                     | 253 105 kg                     | 253 105 kg                     |
| Peso massimo al decollo (MTOW)          | 195 045 kg                     | 199 581 kg                     | 251 744 kg                     | 251 744 kg                     | 251 744 kg                     | 251 744 kg                     |
| Peso massimo all'atterraggio (MLW)      | 164 881 kg                     | 164 881 kg                     | 182 798 kg                     | 186 427 kg                     | 182 798 kg                     | 186 427 kg                     |
| Carico utile massimo                    | 43 014 kg                      | 41 390 kg                      | 46 180 kg                      | 55 451 kg                      | 44 356 kg                      | 53 627 kg                      |
| Capacità cargo                          | 85,4 m³                        | 130,2 m³                       | 130,8 m³                       | 130,8 m³                       | 130,8 m³                       | 130,8 m³                       |
| Capacità massima carburante             | 82 376 L                       | 82 376 L                       | 137 509 L                      | 137 509 L                      | 137 509 L                      | 137 509 L                      |
| Velocità di crociera                    | 0,82 Mach (1 012,54 km/h)      | 0,82 Mach (1 012,54 km/h)      | 0,82 Mach (1 012,54 km/h)      | 0,82 Mach (1 012,54 km/h)      | 0,82 Mach (1 012,54 km/h)      | 0,82 Mach (1 012,54 km/h)      |
| Velocità massima                        | 0,88 Mach (1 086,62 km/h)      | 0,88 Mach (1 086,62 km/h)      | 0,88 Mach (1 086,62 km/h)      | 0,88 Mach (1 086,62 km/h)      | 0,88 Mach (1 086,62 km/h)      | 0,88 Mach (1 086,62 km/h)      |
| Autonomia                               | 4 200 nmi 7 778 km             | 4 200 nmi 7 778 km             | 6 000 nmi 11 112 km            | 6 000 nmi 11 112 km            | 6 000 nmi 11 112 km            | 6 000 nmi 11 112 km            |
| Quota di tangenza                       | 42 000 ft (12 800 m)           | 42 000 ft (12 800 m)           | 42 000 ft (12 800 m)           | 42 000 ft (12 800 m)           | 42 000 ft (12 800 m)           | 42 000 ft (12 800 m)           |
| Motori (x3)                             | GE CF6-6D                      | GE CF6-6D                      | GE CF6-50C                     | GE CF6-50C                     | PW JT9D-59A                    | PW JT9D-59A                    |
| Spinta (x3)                             | 167-182 kN                     | 167-182 kN                     | 206-237 kN                     | 206-237 kN                     | 175-230 kN                     | 175-230 kN                     |

## Utilizzatori
L'ultimo volo passeggeri commerciale è stato effettuato il 1 marzo 2014 da parte di Biman Bangladesh Airlines, da Dacca, in Bangladesh, a Birmingham, nel Regno Unito.
Ad aprile 2025, dei 446 esemplari prodotti, 24 sono operativi. Il McDonnell Douglas DC-10 non è più in produzione, tutti i velivoli ordinati sono stati consegnati.

### Civili
Gli utilizzatori sono:
- 10 Tanker Air Carrier (4 esemplari)
- Orbis International (1 esemplare)
- Transportes Aéreos Bolivianos (1 esemplare)

### Governativi e militari
Gli utilizzatori sono:
- Forza Aerea degli Stati Uniti d'America (13 esemplari)
- Omega Air (5 esemplari)